# SEAT Marbella
El Seat Marbella és un automòbil del segment A fabricat per la marca SEAT des de 1986 fins a 1998. El Marbella va ser substituït el 1998 pel SEAT Arosa.
El Marbella és un Seat Panda modificat per Seat, que al seu torn era molt similar al Fiat Panda. Les diferències entre el Panda i el Marbella es redueixen a la graella davantera, més inclinada i amb les reixetes de respiració horitzontals, els logotips, les tapisseries i l'equipament. Amb els anys va ser incorporant novetats com la caixa de canvis de 5 velocitats, arrencada electrònica, motor de 41 cv i millores en l'equipament. El seu preu assequible i la seva fama de robust el van convertir en un èxit, per aquest motiu es va mantenir 12 anys en el mercat sense cap modificació, sent un dels vehicles més rendibles per a Seat en tota la seva història.
En l'aspecte de mercat exterior, el Marbella va tenir una bona acollida en el mercat italià, alemany i holandès, en aquest últim país existeix una associació de seguidors del Marbella que organitza concentracions.
En el terreny esportiu, el Marbella va tenir una notable participació en la fi dels anys 80 en ral·lis de terra a Espanya amb el model "Proto".
La furgoneta associada al seu antecessor, la Seat Trans, també va sofrir una reestilització i canvi de nom, passant a ser el Seat Terra, la producció del qual va cessar el 1995. Al contrari que en el Marbella turisme, en el Terra podia adquirir-se una versió amb motor dièsel.